# Hollyvilla
Hollyvilla és una població dels Estats Units a l'estat de Kentucky. Segons el cens del 2000 tenia 481 habitants.

## Demografia
Segons el cens del 2000, Hollyvilla tenia 481 habitants, 194 habitatges, i 149 famílies. La densitat de població era de 546,2 habitants/km².
Dels 194 habitatges en un 28,9% hi vivien nens de menys de 18 anys, en un 63,4% hi vivien parelles casades, en un 9,3% dones solteres, i en un 22,7% no eren unitats familiars. En el 18% dels habitatges hi vivien persones soles el 5,2% de les quals corresponia a persones de 65 anys o més que vivien soles. El nombre mitjà de persones vivint en cada habitatge era de 2,48 i el nombre mitjà de persones que vivien en cada família era de 2,82.
Per edats la població es repartia de la següent manera: un 20,4% tenia menys de 18 anys, un 8,9% entre 18 i 24, un 30,6% entre 25 i 44, un 25,6% de 45 a 60 i un 14,6% 65 anys o més.
L'edat mediana era de 40 anys. Per cada 100 dones de 18 o més anys hi havia 93,4 homes.
La renda mediana per habitatge era de 37.143 $ i la renda mediana per família de 37.813 $. Els homes tenien una renda mediana de 28.625 $ mentre que les dones 22.841 $. La renda per capita de la població era de 17.440 $. Entorn del 5,3% de les famílies i el 4,6% de la població estaven per davall del llindar de pobresa.

## Poblacions més properes
El següent diagrama mostra les poblacions més properes.